# Agua Tapada
Agua Tapada är en ort i Mexiko.   Den ligger i kommunen Tlahuiltepa och delstaten Hidalgo, i den sydöstra delen av landet, 170 km norr om huvudstaden Mexico City. Agua Tapada ligger 1 370 meter över havet och antalet invånare är 126.
Terrängen runt Agua Tapada är mycket bergig. Runt Agua Tapada är det ganska glesbefolkat, med 39 invånare per kvadratkilometer. Närmaste större samhälle är Jacala, 20,0 km väster om Agua Tapada. I omgivningarna runt Agua Tapada växer i huvudsak blandskog.